# Отримані ЗМІ
Отри́маними або безкошто́вними ЗМІ (англ. earned media, free media) називають безкоштовне висвітлення у засобах масової інформації компанії або її продуктів чи послуг у рамках промо-кампаній (на відміну від прямої платної реклами).
Говорячи про безкоштовну комунікацію, розрізняють «earned media» (репортажі в установочних теле- та радіопередачах, у редакційних статтях, на інтернет-сайтах) та «social media» (зокрема соціальні інтернет-мережі) — обидва підходи є безкоштовними.
Отриманими або безкоштовними ЗМІ можуть бути преса, телебачення, радіо або інтернет. Найчастіше використовується формат новинарних або редакційних статей, телевізійних шоу, опитувань громадської думки тощо.